# Bucsummuntár
Bucsum-Muntár románul: Muntari, falu Romániában, Erdélyben, Fehér megyében. Közigazgatásilag Bucsony községhez tartozik.

## Fekvése
Bucsony közelében fekvő település.

## Története
Bucsum-Muntár korábban Bucsony része volt; 1851-ben 628, 1941-ben 715 román lakossal. 1956 körül vált külön 69 lakossal. 1966-ban 52, 1977-ben 43, 1992-ben 11, 2002-ben 3 román lakosa volt.
Különvált Bisericani, Floreşti, Heleşti, Jurcuieşti, Lupuleşti, Petreni, Poiana, Stâlnişoara, Valea Albă, Valea Negrileşti és Văleni.